# Musa (planta)
El género Musa es el género tipo de la familia de las musáceas, que comprende una cincuentena de especies de megaforbas de confusa taxonomía, así como decenas de híbridos, entre los cuales se cuentan Musa acuminata, Musa balbisiana y Musa × paradisiaca, las tres especies comprendidas bajo el epíteto común de banano. Son grandes plantas herbáceas de origen asiático con un pseudotallo constituido a partir de las vainas foliares.

## Descripción
Plantas herbáceas perennes, generalmente de gran tamaño, a veces parcialmente leñosas. Tallo subterráneo rizomatoso del que parten sus grandes hojas, cuyas vainas están dispuestas en espiral fuertemente apretadas unas a otras, constituyendo el falso tronco. Hojas grandes, simples, enteras, con vaina y normalmente con pecíolo. Flores hermafroditas o unisexuales, con brácteas; perianto cigomorfo, diferenciado a menudo en cáliz y corola; androceo constituido generalmente por cinco estambres y un estaminodio; ovario ínfero trilocular. Inflorescencias en espiga o en panícula, espatadas. Frutos abayados o capsulares. Comprenden alrededor de cien especies tropicales.
Algunas especies producen frutos sin semillas, perpetuándose por vía vegetativa. El rizoma produce uno o varios retoños que sustituirán a la planta madre una vez muerta, cosa que ocurre después de la formación de los frutos.

## Hábitat
Este es un género originario de las regiones tropicales y subtropicales de Asia, naturalizado en el Mediterráneo, Medio Oriente, África y América.

## Taxonomía
Su nombre deriva del apelativo árabe para la fruta. Se divide en tres secciones de acuerdo al número cromosómico: Callimusa (2n = 20), Musa (2n = 22) e Ingentimusa (2n = 14).

## Banana

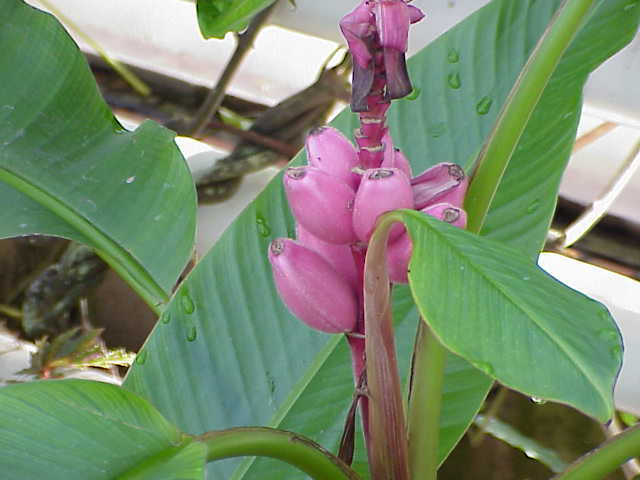
Musa velutina

### SecciónIngentimusa
- Musa ingens

### SecciónCallimusa(Australimusa)
El fruto es una baya. Las semillas tienen endosperma y arilos rudimentarios.
- Musa alinsanaya
- Musa bauensis
- Musa beccarii
- Musa boman
- Musa borneënsis
- Musa bukensis
- Musa campestris
- Musa coccinea
- Musa exotica
- Musa fitzalanii - extinto
- Musa flavida
- Musa gracilis
- Musa hirta
- Musa insularimontana

- Musa jackeyi
- Musa johnsii
- Musa lawitiensis
- Musa lolodensis
- Musa maclayi
- Musa monticola
- Musa muluensis
- Musa paracoccinea
- Musa peekelii
- Musa pigmaea
- Musa salaccensis
- Musa splendida
- Musa suratii
- Musa textilis

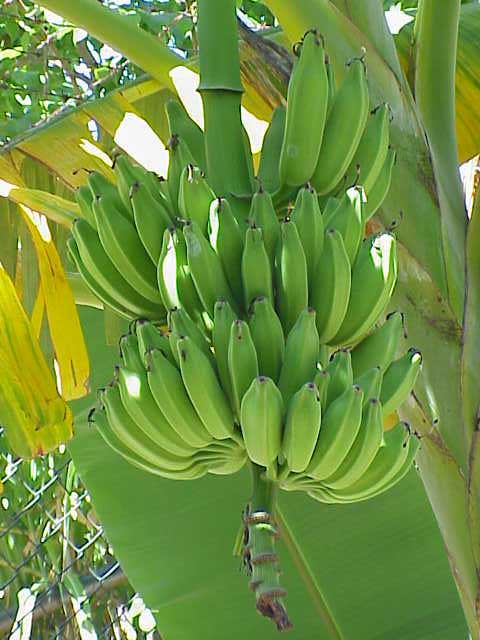
Musa balbisiana

- Musa trogloditarum L. - botoan de Filipinas[2]
- Musa tuberculata
- Musa violascens

### SecciónMusa
- Musa acuminata
- Musa angcorensis
- Musa aurantiaca
- Musa balbisiana
- Musa banksii
- Musa basjoo
- Musa cheesmanii
- Musa flaviflora
- Musa griersonii
- Musa itinerans
- Musa laterita
- Musa mannii
- Musa nagensium
- Musa ochracea
- Musa ornata
- Musa paradisiaca
- Musa rubra
- Musa sanguinea
- Musa schizocarpa
- Musa siamea

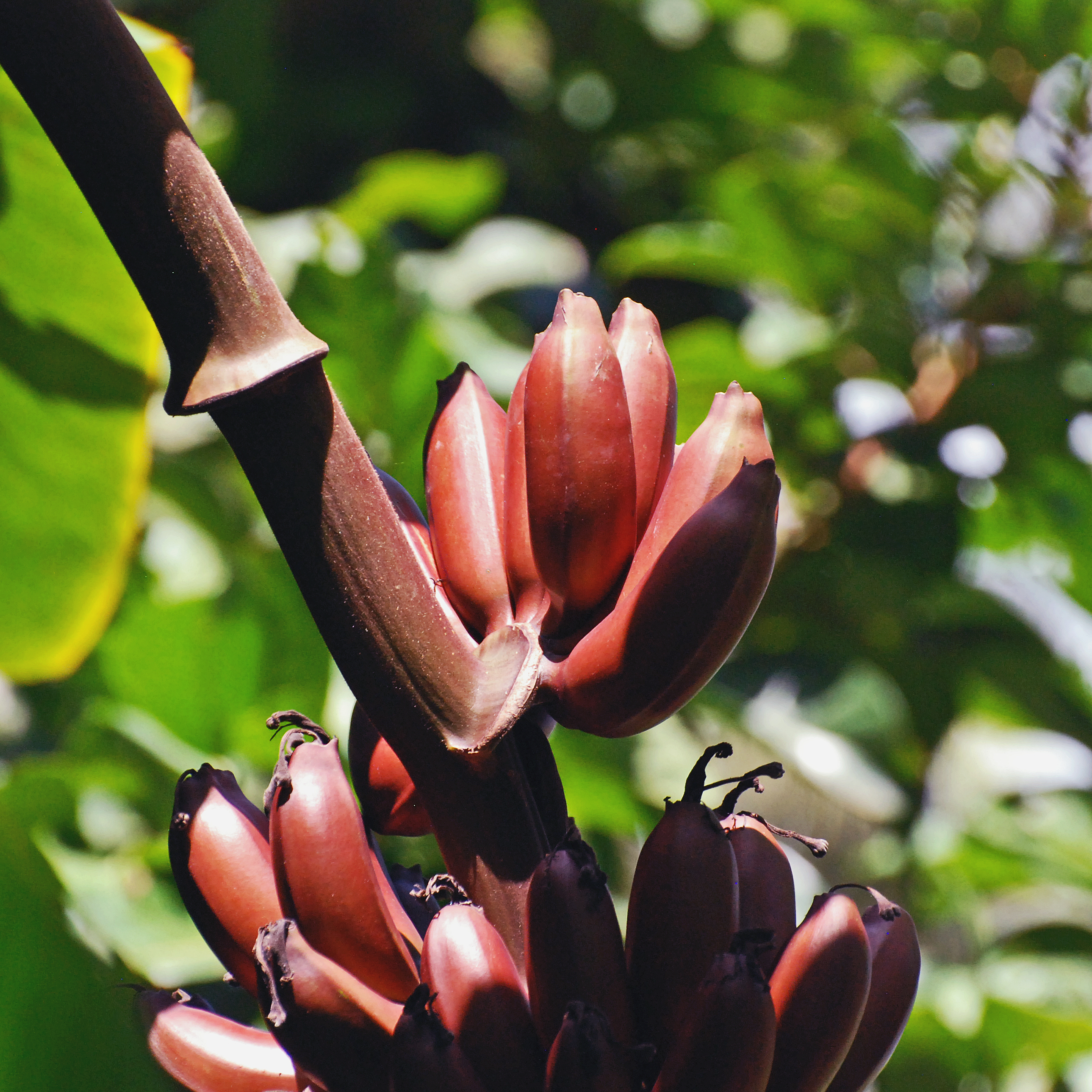
Musa acuminata

- Musa sikkimensis (banana de montaña)
- Musa thomsonii
- Musa velutina